# Доса
Доса — страва індійської кухні, популярна в Південній Індії, що має вигляд млинців, виготовлених з ферментованого ураду та рису. Вважається, що страва походить з міста Удупі, Карнатака.